# Christian Drillaud
Christian Drillaud est un acteur et réalisateur français né en 1946 dans le Poitou.

## Biographie
Il découvre le théâtre au lycée de Loudun et participe ensuite aux activités  du Théâtre Universitaire Pictave à Poitiers.
Ancien élève de l'école du Théâtre National de Strasbourg de 1968 à 1971, il a réalisé deux longs métrages sortis au début des années 1980.
Il est le père de la comédienne Sarajeanne Drillaud.

## Théâtre
1970 : La prise de l'Orestie, Eschyle, Gignoux mes André Steiger Hubert Gignoux, TNS.
1971 : La Tour, La nuit des visiteurs, Peter Weiss, mes  Pierre Étienne Heymann, TNS.
1971 : Playa Giron, Denis Guenoun mes Robert Girones, Festival Avignon OFF.
1972 : La Cagnotte, Labiche, Jean Pierre Vincent, TNS, tournée.
1972 : Scènes de chasse en Bavière, Martin Sperr mes Robert Girones, TNS, tournée.
1972 : Le château dans les champs, Bernard Chartreux, mes Robert Girones, Théâtre ouvert Festival Avignon.
1973 : Le château dans la tête, Michel Deutsch mes Robert Girone, Théâtre ouvert Festival Avignon.
1973 : Le château dans les champs, Bernard Chartreux, mes Robert Girones Festival In Avignon, Théâtre Mécanique.
1973 : Le Précepteur, Brecht, mes Michel Dubois, Comédie de Caen, tournée.
1973 : La Tragédie Optimiste, Vichnevsky mes Jean Pierre Vincent, TNP.
1974 : Un Couple pour l'hiver, Jacques Lassalle mes jacques Lassall, Studio Théâtre de Vitry.
1975 : Le Règne blanc, Marlowe Guénoun mes Robert Girones Théâtre National de Chaillot.
1975 : L'Ombre, Evgueni Schwartz mes Gildas Bourdet, La Salamandre Cdn Lille, Festival D' Avignon In, tournée, Théâtre de La Commune.
1976 : Les Estivants, Gorki, Botho Strauss, Peter Stein mes Michel Dubois Comédie de Caen, tournée, Théâtre national de Chaillot.
1976 :   La réalité tout à l'heure, Alain Heurtevent, mes Claude Yersin, Théâtre Ouvert Avignon.
1977 : Prélude à un déjeuner sur l'herbe, Olwen Wymark mes Claude Yersin Comédie de Caen, tournée, Théâtre national de Chaillot.
1977 : La Gangrène, Daniel Lemahieux mes Michel Dubois Théâtre Ouvert Festival d'Avignon.
1979 : Est ce que tu m'aimes, Ronald Laing mes Jean Gabriel Nordmann Théâtre Marie Stuart.
1980 : Rendez vous à Cartaya, Philippe Minyana mes Viviane Théophilidès, Théâtre Ouvert Paris.
1981 : Un pavé dans les nuages Robert Poudéroux mes Gilles Atlan, Théâtre de la Villette.
1983 : Krehler, Georges Kaiser mes Robert Girones Théâtre de la Bastille.
1983 : Les Émigrés, Slavomir Mrozek mes Daniel Romand Comédie de Valence, tournée.
1984 : Corneille moi j'aime, Sylvie Olivier, mes Ivan Morane, Théâtre de la Cité Internationale.
1984 : Une lune pour les déshérités, Eugène O'Neill mes Laurence février, CDN de Nancy, tournée.
1984 : Mille Francs de récompense, Victor Hugo, mes René Loyon Théâtre National de Chaillot.
1985 : Le Saperleau, Gildas Bourdet, mes Gildas Bourdet Alain Milianti Théâtre de l'Escalier d'Or, Festival d'Aix en Provence tournée internationale Canada, Italie, Belgique.
1986 : L'Amante Anglaise Marguerite Duras mes Charles Tordjman TPL, Théâtre 71 tournée aux États-Unis.
1988 : La Gonfle, Roger Martin du Gard mes Pierre Ascaride, Théâtre 71.
1989 : Tambours dans la nuit Brecht, mes Jean Paul Wenzel TEP, tournée.
1989 : Macbeth, Shakespeare mes Matthias Langhoff Théâtre Vidy Lausanne, Théâtre National de Chaillot.
1990 : La Chambre et le temps, Botho Strauss mes Michel Dubois Comédie de Caen.
1991 : Visages connus sentiments mêlés, Botho Strauss mes Jos Verbist La Salamandre CDN du Nord.
1991 : Un ciel pâle sur la ville René Fix mes Michel Dubois Comédie de Caen.
1992 : Les Enfants Tanner, Robert Walser mes Joël Jouanneau CDN de Sartrouville tournée.
1992 : Huis Clos Jean-Paul Sartre mes Michel Raskine, CDN du Nord tournée.
1993 : L 'Épidémie, Un rat qui passe, Agota Kristof mes Michel Raskine Comédie de Caen Théâtre de la Ville.
1994 : Huis Clos Jean-Paul Sartre mes Michel Raskine Théâtre de l'Athénée.
1994 : La bonne âme du Se Tchouan Brecht mes Gildas Bourdet Théâtre de la Criée, Théâtre de la Ville.
1995 : Fermé pour cause de Son et Lumière, de et par Christian Drillaud, Scène nationale de Poitiers
1996 : Fin d'été à Baccarat, Philippe Minyana mes Gilles Guillot Théâtre 14.
1996 : L'amour est une région bien intéressante, Tchekov mes Marie Tikova tournée CCAS.
1996 : Eloge du cycle Gilles costal mes Anne-Marie Lazarini René Loyon, Athévains.
1997 : Le Misanthrope Molière mes Charles Tordjman CDN de Nancy, Théâtre 71.
1998 : Sainte Jeanne des abattoirs Brecht, mes Alain Milianti, Théâtre de L' Odéon.
1998 : Le pauvre Matelot Christian Gangneron, tournée.
2000 : Léonce et Léna Lenz, mes Jacques Osinski Maison de la Culture d'Amiens.
2000 : Geoges Perros Conférence imaginaire Post Mortem Georges Perros par Christian Drillaud, en collaboration avec Anne Kreis.
2001 : Les Trois jours de la queue du dragon Jacques Rebotier, mes Joël Jouanneau CDN de Sartrouville tournée.
2002 : Elle est là Nathalie Sarraute, mes René Loyon Théâtre de l'Opprimé.
2003 : Richard II Shakespeare, mes Jacques Osinski Maison de la Culture d'Amiens, CDN de Montreuil.
2004 : Pour Phèdre Per Olov Enquist mes Stéphane Verrue, Théâtre d'Arras.
2005 : Ma famille Carlos Liscano mes michel Didym, TEP, tournée.
2005 : Huis Clos Jean-Paul Sartre mes Michel Raskine Théâtre du Point du jour Théâtre des Abbesses.
2006 : Le ventre des philosophes Michel Onfray mes Patrick Simon Espace Kiron.
2007 : l'Adoptée Joêl Jouanneau mes Joël Jouanneau TEP tournée.
2007 : Le ventre des philosophes Michel Onfray mes Patrick Simon Festival Off d' Avignon, tournée.
2008 : Le Jeu de l'amour et du hasard Marivaux, mes Michel Raskine Théâtre du Point du Jour tournée.
2010 : Le jeu de l'amour et du hasard Marivaux mes Michel Raskine, tournée, Théâtre National de l'Odéon.
2012 : Cahin Caha Serge Valletti mes David Géry Théâtre du Lucernaire.
2015 : Catherine et Christian (video) Julie Deliquet.
2015 : Trilogie du revoir Botho Strauss mes Benjamin Porée Festival d'Avignon In
2017 : Douze hommes en colère de Reginald Rose mes Charles Tordjman Théâtre Hebertot.
2021 : Huit heures ne font pas un jour de Fassbinder mes Julie Deliquet, TGP St Denis

## Filmographie

### Cinéma

#### Réalisateur
- 1980 : À vendre (Festivals de Hyères, de Rotterdam, de New York)
- 1983 : Itinéraire bis (Perspectives du cinéma français, Cannes 1982 ; Festival de Hof, de Grenoble, de Los Angeles)

#### Acteur

##### Cinéma
- 1975 : Histoire de Paul de René Féret
- 1977 : La Communion solennelle de René Féret
- 1986 : Lien de parenté de Willy Rameau
- 1999 : Pas de scandale de Benoît Jacquot
- 2000 : Les Destinées sentimentales d'Olivier Assayas
- 2003 : Bon voyage de Jean-Paul Rappeneau
- 2005 : Le Cactus de Gérard Bitton et Michel Munz
- 2007 : Adieu mères de Mohamed Ismaïl
- 2010 : Holiday de Guillaume Nicloux
- 2012 : Haunted, court métrage de Xavier de Choudens
- 2012 : Les Héritiers de Marie Castille Mention Scharr
- 2015 : Five d'Igor Gotesman
- 2015 : Le Petit Chaos d'Anna de Vincent Thepault
- 2016 : Le Rire de ma mère de Pascal Ralite et Colombe Savignac
- 2018 : Lueurs, court métrage de Baptiste Debraux

##### Télévision
- 1975 : Pays de Jacques Krier
- 1976 : Personne ne m'aime de Liliane de Kermadec
- 1980 : L'Homme qui aimait deux femmes de Philippe Defrance
- 1987 : Libertés libertés de J.D. de la Rochefoucault
- 1988 : Les Nuits révolutionnaires de Charles Brabant
- 1989 : Le Château maudit d'Alain Tasma
- 1992 : Le Miroir aux alouettes de Francis Fehr
- 1995 : Le Négociateur de José Pinheiro
- 1996 : Julie Lescaut, épisode réalisé par Alain Wermus
- 1998 : Avocats et associés, épisode réalisé par Alexandre Pidoux
- 1998 : Âge sensible, épisode réalisé par Gilles Bannier
- 1999 : La Canne de mon père de Jacques Renard
- 2002 : Neige d'Indochine de Marco Pico
- 2004 : Le Triporteur de Belleville de Stéphane Kurc
- 2004 : Ils ont voulu tuer De Gaulle de Jean Teddy Philippe
- 2005 : Jusqu'au bout de Maurice Failevic
- 2006 : L'État de grâce de Pascal Chaumeil
- 2006 : RIS police scientifique, épisode réalisé par Vincent Giovanni
- 2008 : Seule de Fabrice Cazeneuve
- 2010 : Affaires étrangères, épisode réalisé par Vincenzo Marano
- 2012 : Interdits d'enfants de Jacques Renard
- 2013 : La Dernière Campagne de Bernard Stora
- 2013 : Ça ne peut pas continuer comme ça de Dominique Cabrera
- 2014 : La Loi de Christian Faure
- 2017 : Une histoire française de Christian Faure
- 2019 : Amours à mort (Meurtres en Moselle) d'Olivier Barma : Gilles Thouvenin
- 2018 :  Profilage, épisode réalisé par Lionel Mougin
- 2020 : La Fugue de Xavier Durringer : Antoine